# Hyperolius discodactylus
Hyperolius discodactylus är en groddjursart som beskrevs av Ahl 1931. Hyperolius discodactylus ingår i släktet Hyperolius och familjen gräsgrodor. IUCN kategoriserar arten globalt som sårbar. Inga underarter finns listade i Catalogue of Life.